# Espero Limited
Espero Limited, zuvor Auriga Design Limited, war ein britischer Hersteller von Automobilen.

## Unternehmensgeschichte
Colin Mark Peter Straus und Catherine Fiona Straus gründeten am 12. Juni 1992 das Unternehmen Auriga Design Limited in Chelmsford in der Grafschaft Essex. Sie übernahmen von Kitdeal deren Projekt Noble 23 und begannen mit der Produktion von Automobilen und Kits. Der Markenname lautete Auriga. Es gibt Hinweise darauf, dass sie bereits ab 1990, also vor der Gründung des Unternehmens, aktiv waren.  1998 folgte eine Umfirmierung in Espero Limited und der Umzug nach Burton Latimer in Northamptonshire. 2000 endete die Produktion. Insgesamt entstanden etwa zehn Exemplare.
Mamba Motorsport setzte die Produktion fort und verwendete den Markennamen Mamba.

## Fahrzeuge
Das einzige Modell war der 23. Er ähnelte dem Lotus 23. Dies war ein Rennsportwagen mit Straßenzulassung. Lee Noble hatte ihn entworfen. Die Basis bildete ein Gitterrohrrahmen. Die Radaufhängungen mit einigen Teilen vom Ford Cortina waren speziell konstruiert. Die offene Karosserie aus Fiberglas bot Platz für zwei Personen. Vierzylinder- und V6-Motoren von Alfa Romeo, Ford, Lotus Cars, Renault und Volkswagen standen zur Verfügung.